# Слоны могут играть в футбол
«Слоны могут играть в футбол» — российский фильм-мелодрама режиссёра Михаила Сегала.
В июне 2018 года фильм участвовал в кинофестивале «Кинотавр», где был номинирован на приз за лучший фильм конкурса.
Фильм вошел в основную конкурсную программу «World Competition» Монреальского международного кинофестиваля.
Премьера фильма в России состоялась 9 октября 2018 года, в прокат фильм вышел 1 ноября.

## Сюжет
Попав в город своего детства, Дмитрий встречает юную Машу. Ему за сорок, она школьница. Однако всем известный сюжет «Лолиты» разворачивается по непредсказуемому сценарию.

Михаил Сегал о своём фильме:
Иногда великие произведения наталкивают на мысли о развитии поднятой в них темы. Ты думаешь: как могла бы повернуться история по-другому, какие другие мотивации могли бы быть у героев. Так однажды я придумал интересный трюк с темой, поднятой в «Лолите» Набокова. Придумал, записал в блокнот, и долго эта идея ждала своего часа. А потом в какой-то момент она стала обрастать плотью: побывав в Одессе в жюри кинофестиваля, я понял, что начало истории могло бы развиваться здесь, затем встретил прекрасного актёра Владимира Мишукова и понял, что хочу видеть его в главной роли. Название «Слоны могут играть в футбол» появилось неожиданно в процессе съёмок: это была фраза из диалога, произнесённая юной героиней, и это стало своеобразным ключиком к истории. Я вообще люблю странные названия для своих фильмов

## В ролях
- Владимир Мишуков — Дмитрий
- Софья Гершевич — Маша
- Варвара Пахомова — Света
- Александра Быстржицкая — Лика
- Дмитрий Гудочкин
- Денис Фомин
- Надежда Горелова
- Михаил Сегал
- Юрий Быков
- Ирина Пахомова
- Мария Хомутова
- Ксения Кубасова
- Сергей Капков

## Съёмочная группа
- Режиссёр-постановщик: Михаил Сегал
- Сценарий: Михаил Сегал
- Оператор-постановщик: Эдуард Мошкович
- Монтаж: Михаил Сегал
- Продюсеры: Андрей Новиков, Александр Котелевский, Сергей Члиянц, Игорь Есин, Руслан Татаринцев

## Прокат
Фильм заявлен в предпрокате с 18 октября в кинотеатрах КАРО Арт в Москве, Санкт-Петербурге, Екатеринбурге, Казани, Самаре, Калининграде и Сургуте.

## Саундтрек
В фильме использована музыка групп «Мумий Тролль» и Brazzaville.

## Критика
Антон Долин:
Интригующий фильм и сложный герой – дьявольская редкость по нашим временам
Пётр Шепотинник:
Новый фильм Сегала доказал, что мало кто из современных российских режиссеров может похвастаться редким качеством моментального узнавания, эффекта дружбы с его героями - по двум-трём словам, по невозмутимой интонации, в которой есть насмешливая мудрость автора - блестящего знатока малых и больших человеческих драм
Андрей Плахов:
Самый непредсказуемый из новых российских фильмов: почти до конца вы не будете ничего понимать, но при этом получать удовольствие